# Romain Duris
Romain Duris (Parigi, 28 maggio 1974) è un attore francese.
Attore di culto per una generazione grazie ai suoi ruoli al cinema tra anni novanta e duemila, è stato diretto sette volte da Cédric Klapisch, tra cui nella trilogia de L'appartamento spagnolo (2002–13). Ha ricevuto sei candidature ai premi César nel corso della sua carriera, tra cui per Tutti i battiti del mio cuore (2005), la sua interpretazione più apprezzata.

## Biografia
Nato a Parigi da padre architetto e madre ingegnere, intraprende gli studi per diventare pittore ma si interessa anche di musica, tanto che per qualche tempo crea un gruppo musicale specializzato in jazz-funk-rap. Romain Duris ha origini svedesi, discendendo, attraverso la madre, dal pittore svedese Alexander Roslin.
Il regista Cédric Klapisch lo scopre mentre cammina per Parigi e lo scrittura per Le Péril jeune (1994), prima di molte pellicole che gireranno insieme. Nello stesso anno, appare in Frères, il primo lungometraggio di Olivier Dahan. Nei anni '90, si specializza in ruoli di giovani ribelli o emarginati, seguendo la stessa vena del suo ruolo in Le Péril jeune. 
È stato candidato per 6 volte al premio César, due volte come migliore promessa e quattro volte come miglior attore, senza però mai vincerlo. Nel 2004 partecipa al film Arsenio Lupin, e dal 2002 al 2013 partecipa alla trilogia composta da L'appartamento spagnolo, Bambole russe e Rompicapo a New York. Nel 2017 prende parte al film Madame Hyde.

### Vita privata
Convive con l'attrice Olivia Bonamy, con cui ha due figli. Parallelamente alla recitazione, porta avanti la sua attività di pittore dilettante.
Romain Duris ha un fratello, François, designer per Citroën e Peugeot, che ha lavorato sul film Mood Indigo - La schiuma dei giorni. Attualmente, è manager del design per Huawei.
Sua sorella, la pianista Caroline Duris, ha partecipato alla colonna sonora del film Tutti i battiti del mio cuore, in cui lui interpreta il ruolo di Thomas Seyr. Lei fa anche un'apparizione nel film Il truffacuori.
È ufficiale dell'Ordine delle Arti e delle Lettere.
Nel settembre 2018, in seguito alle dimissioni di Nicolas Hulot, ha firmato insieme a Juliette Binoche una tribuna contro il riscaldamento globale intitolata «La sfida più grande della storia dell'umanità», pubblicata in prima pagina sul quotidiano Le Monde, con il titolo «L'appello di 200 personalità per salvare il pianeta».

## Filmografia

### Cinema
- Le Péril jeune, regia di Cédric Klapisch (1994)
- Mémoires d'un jeune con, regia di Patrick Aurignac (1995)
- Ognuno cerca il suo gatto (Chacun cherche son chat), regia di Cédric Klapisch (1995)
- 56 fois par semaine, regia di Raphaël Fejtö – cortometraggio (1996)
- Dobermann, regia di Jan Kounen (1996)
- Gadjo dilo - Lo straniero pazzo (Gadjo Dilo), regia di Tony Gatlif (1997)
- Déjà mort, regia di Olivier Dahan (1997)
- Les Kidnappeurs, regia di Graham Guit (1998)
- Sono nato da una cicogna (Je suis né d'une cigogne), regia di Tony Gatlif (1998)
- Peut-être, regia di Cédric Klapisch (1999)
- CQ, regia di Roman Coppola (2001)
- Pollicino (Le Petit Poucet), regia di Olivier Dahan (2001)
- Being Light, regia di Pascal Arnold e Jean-Marc Barr (2001)
- L'appartamento spagnolo (L'Auberge espagnole), regia di Cédric Klapisch (2002)
- Filles perdues, cheveux gras, regia di Claude Duty (2002)
- 17 fois Cécile Cassard, regia di Christophe Honoré (2002)
- Adolphe, regia di Benoît Jacquot (2002)
- Pas si grave, regia di Bernard Rapp (2002)
- Osmose, regia di Raphaël Fejtö (2003)
- Shimkent hôtel, regia di Charles de Meaux (2003)
- Le Divorce - Americane a Parigi (Le Divorce), regia di James Ivory (2003)
- Exils, regia di Tony Gatlif (2004)
- Arsenio Lupin (Arsène Lupin), di Jean-Paul Salomé (2004)
- Tutti i battiti del mio cuore (De battre mon cœur s'est arrêté), regia di Jacques Audiard (2005)
- Bambole russe (Les Poupées russes), regia di Cédric Klapisch (2005)
- Dans Paris, regia di Christophe Honoré (2006)
- Le avventure galanti del giovane Molière (Molière), regia di Laurent Tirard (2007)
- L'Âge d'homme... maintenant ou jamais!, regia di Raphaël Fejtö (2007)
- Parigi (Paris), regia di Cédric Klapisch (2008)
- Afterwards, regia di Gilles Bourdos (2008)
- Persécution, regia di Patrice Chéreau (2009)
- Il truffacuori (L'Arnacœur), regia di Pascal Chaumeil (2010)
- Scatti rubati (L'Homme qui voulait vivre sa vie), regia di Éric Lartigau (2010)
- Tutti pazzi per Rose (Populaire), regia di Régis Roinsard (2012)
- Mood Indigo - La schiuma dei giorni (L'Écume des jours), regia di Michel Gondry (2013)
- Rompicapo a New York (Casse-tête chinois), regia di Cédric Klapisch (2013)
- Una nuova amica (Une nouvelle amie), regia di François Ozon (2014)
- Un petit boulot, regia di Pascal Chaumeil (2016)
- Cessez-le-feu, regia di Emmanuel Courcol (2016)
- La Confession, regia di Nicolas Boukhrief (2016)
- Iris, regia di Jalil Lespert (2016)
- Madame Hyde, regia di Serge Bozon (2017)
- Tutti i soldi del mondo (All the Money in the World), regia di Ridley Scott (2017)
- Dans la brume, regia di Daniel Roby (2018)
- Black Tide - Un caso di scomparsa (Fleuve noir), regia di Érick Zonca (2018)
- La Grande Noirceur, regia di Maxime Giroux (2018)
- Le nostre battaglie (Nos batailles), regia di Guillaume Senez (2018)
- En attendant Bojangles, regia di Régis Roinsard (2021)
- Eiffel, regia di Martin Bourboulon (2021)
- Cut! Zombi contro zombi (Coupez!), regia di Michel Hazanavicius (2022)
- I tre moschettieri - D'Artagnan (Les Trois Mousquetaires: D'Artagnan), regia di Martin Bourboulon (2023)
- I tre moschettieri - Milady (Les Trois Mousquetaires: Milady), regia di Martin Bourboulon (2023)
- The Animal Kingdom, regia di Thomas Cailley (2023)
- Daaaaaalí!, regia di Quentin Dupieux (2023)
- Ritrovarsi a Tokyo (Une part manquante), regia di Guillaume Senez (2024)
- La nuit se traîne, regia di Michiel Blanchart (2024)

### Televisione
- Frères, regia di Olivier Dahan – film TV (1994)
- Vernon Subutex – serie TV, 9 episodi (2019)
- Greek Salad (Salade grecque), regia di Cédric Klapisch (2023)

## Teatro
- Grande École di Jean-Marie Besset, regia di Patrice Kerbrat. Théâtre 14 Jean-Marie-Serreau di Parigi (1995)
- La notte poco prima della foresta di Bernard-Marie Koltès, regia di Patrice Chéreau e Thierry Thieû Niang (2010–11)
- Démons di Lars Noren, regia di Marcial Di Fonzo Bo. Théâtre du Rond-Point di Parigi (2015)

## Premi e candidature
- European Film Award
  - 2006 - Candidatura al migliore attore per Tutti i battiti del mio cuore
- Premio César
  - 1999 - Candidatura alla migliore promessa maschile per Gadjo dilo - Lo straniero pazzo
  - 2000 - Candidatura alla migliore promessa maschile per Peut-être
  - 2006 - Candidatura al migliore attore per Tutti i battiti del mio cuore
  - 2011 - Candidatura al migliore attore per Il truffacuori
  - 2015 - Candidatura al migliore attore per Una nuova amica
  - 2019 - Candidatura al migliore attore per Le nostre battaglie
- Premio Lumière
  - 2000 - Migliore promessa maschile per Peut-être
  - 2006 - Migliore attore per Tutti i battiti del mio cuore
  - 2014 - Candidatura al migliore attore per Mood Indigo - La schiuma dei giorni
  - 2015 - Candidatura al migliore attore per Una nuova amica
  - 2019 - Candidatura al migliore attore per Le nostre battaglie
- Satellite Award
  - 2010 - Candidatura al migliore attore in un film commedia o musicale per Il truffacuori

## Doppiatori italiani
Nelle versioni in italiano delle opere in cui ha recitato, Romain Duris è stato doppiato da:
- Francesco Pezzulli in L'appartamento spagnolo, Tutti i battiti del mio cuore, Bambole russe, Parigi, Tutti pazzi per Rose, Dobermann, Eiffel, Cut! Zombi contro zombi
- Massimiliano Plinio in Black Tide, Black Tide - Un caso di scomparsa
- Francesco Bulckaen in Exils, Le avventure galanti del giovane Molière, Una nuova amica
- Christian Iansante ne I tre moschettieri - D'Artagnan, I tre moschettieri - Milady, The Animal Kingdom
- Alessandro Quarta in Il truffacuori, Mood Indigo - La schiuma dei giorni
- Francesco De Francesco in Rompicapo a New York, Le nostre battaglie
- Riccardo Niseem Onorato in Arsenio Lupin
- Pino Insegno in Le Divorce - Americane a Parigi
- Pasquale Anselmo in Tutti i soldi del mondo
- Andrea Mete in Iris
- Daniele Raffaeli in Madame Hyde
- Marco Benvenuto in Ritrovarsi a Tokyo